# Amorgos
La isla de Amorgos (en griego Αμοργóς) es una isla griega del mar Egeo, la más oriental del grupo de las Cícladas (Kiklades) y la más cercana al archipiélago vecino del Dodecaneso, situada al sudeste de Naxos, a 138 millas marinas del puerto del Pireo. Tiene una superficie de 121 km² y 112 km de costa. Su población era de 1800 habitantes en 1995. Tiene dos puertos, ambos en la costa enfrente de Naxos: Katapola al oeste y Egíali al este. El punto más alto está en el extremo este de la isla, en la cima del Kríkelo (821 m). La capital de la isla es Amorgos, o Jora, situada en el interior, a 320 m por encima de Katapola.
El Monte Krikellos al este de Egiali culmina a 821 m.

Amorgos ha sido siempre considerada como una «isla estéril». Homero decía de ella que era una «isla desnuda».
El lugar más conocido de la isla es el pequeño monasterio de Jozoviótisa, fundado en el siglo XI, que cuelga en medio de un acantilado a 300 m sobre el mar en la costa este, y que aparece en la película El gran azul de Luc Besson.

## Historia
La isla ya fue habitada durante el Neolítico (puntas de flecha de obsidiana se remontan al 4500 a. C.) y tuvo su edad de oro durante el cicládico del III milenio a. C. En la Edad del Bronce Antigua fue uno de los centros más destacados de la civilización cicládica. Se han identificado una docena de yacimientos arqueológicos de asentamientos o necrópolis pertenecientes a este periodo. Entre los hallazgos se encuentran numerosos ídolos cicládicos.

En la época histórica, tenía tres ciudades, todas en la costa oeste: Minoa (en el centro), Arcésina (al sur) y Egíali o Egíala (al norte), de las cuales ya no existen más que ruinas. Una ciudad llamada Melania podría ser la misma Egíali. Minoa y Egiali fueron colonias milesias.
Amorgos cayó en la época arcaica bajo dominio de Naxos, después Samos. Se integró en la Liga de Delos. Después perteneció a los Ptolomeos.

La isla fue utilizada repetidamente como destino de exilio de personajes indeseables durante el Imperio romano y el bizantino. 
Fue presa de los piratas y estuvo prácticamente desierta hasta la fundación del monasterio de Jozoviótissa. 
Fue anexionada por Marco Sanudo al Ducado de Naxos. El kastro veneciano de Chora fue construido entonces. La isla se vació de nuevo poco a poco antes de ser conquistada por Barbarroja en 1537 y ocupada por los otomanos. 
Amorgos fue liberada con el resto de las Cícladas en 1832 y pasó a formar parte del recientemente constituido Reino de Grecia. Durante la Dictadura de los Coroneles volvió a servir como lugar de exilio de 1967 a 1974.

## El Monasterio de Panaguia Jozoviótissa

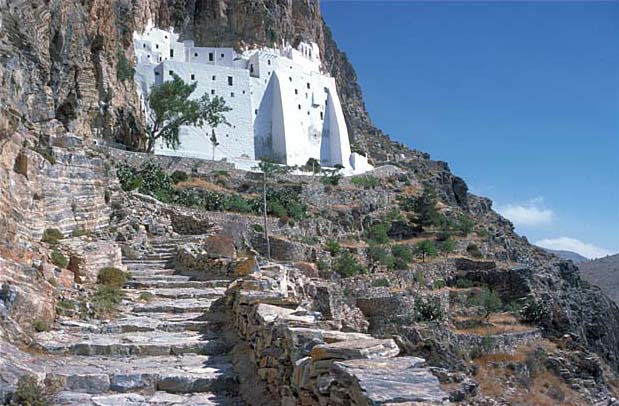
Monasterio de la Panaguia Jozoviótisa.

Este monasterio es uno de los más impresionantes de Grecia y una de las más antiguas construcciones de las Cícladas.
Su fundación se remonta a 1017. habría sido restaurado o verdaderamente fundado por el emperador bizantino Alejo I Comneno en 1088. El monasterio habría sido creado para salvar un icono salvado de los iconoclastas por una mujer piadosa originaria de Khozova, una ciudad de Tierra Santa, aún no identificada.
Está construido literalmente en el flanco de un acantilado, a 300 m sobre el mar. Por un sitio el monasterio no tiene más de 1,50 de ancho. La capilla fue instalada en una de las anfractuosidades de la roca. Tournefort, en su Voyage d'un botaniste (1700) dice que él «parece de lejos un armario aplicado hacia abajo de una roca espantosa, cortada naturalmente a plomo». Se estima que un centenar de monjes podían alojarse aquí. En 1989, no había más que dos. Después de las evoluciones políticas de Europa del Este, de numerosos jóvenes monjes de origen ruso se han instalado en Amorgos, como en otros monasterios de Grecia.
Este monasterio, cuyos muros son de una extremada blancura, tiene el aspecto de una fortaleza.

## Curiosidades
Amorgos cuenta con 360 capillas bizantinas para una superficie de 131 km². Tiene una serie de molinos más o menos en ruinas o abandonados dominando la ciudad de Chora.